# Cocaine
„Cocaine“ je píseň amerického kytaristy a zpěváka JJ Calea. Ten ji poprvé vydal na svém albu Troubadour v září roku 1976. Nedlouho poté ji na své album Slowhand zařadil také anglický kytarista a zpěvák Eric Clapton. Mezi dalšími interprety, kteří tuto píseň nahráli, patří například skupiny Nazareth, Black Robot nebo Puddle of Mudd. Velšský hudebník John Cale byl s JJ Calem několikrát zaměněn a napsal o tom píseň „Autobiography“, ve které například zmiňuje, že není autorem písní „Cocaine“ a „After Midnight“.
V češtině tuto píseň nazpíval Petr Kalandra s vlastním textem a zařadil ji na své album Blues Session (1993).